# Bhogpur
Bhogpur (o Bhogpur Sirwal) è una suddivisione dell'India, classificata come nagar panchayat, di 13.893 abitanti, situata nel distretto di Jalandhar, nello stato federato del Punjab. In base al numero di abitanti la città rientra nella classe IV (da 10.000 a 19.999 persone).

## Geografia fisica
La città è situata a 31° 33' 0 N e 75° 37' 57 E e ha un'altitudine di 231 m s.l.m..

## Società

### Evoluzione demografica
Al censimento del 2001 la popolazione di Bhogpur assommava a 13.893 persone, delle quali 7.346 maschi e 6.547 femmine. I bambini di età inferiore o uguale ai sei anni assommavano a 1.581, dei quali 931 maschi e 650 femmine. Infine, coloro che erano in grado di saper almeno leggere e scrivere erano 10.364, dei quali 5.778 maschi e 4.587 femmine.